# Stijn De Smet
Stijn Camiel De Smet (Brugge, 27 maart 1985) is een voormalig Belgisch voetballer. Hij speelde onder meer voor Cercle Brugge en KV Kortrijk. Zijn laatste club waarvoor hij speelde was KSKV Zwevezele.

## Carrière
De Smet begon zijn voetballoopbaan bij amateurclub SV Jabbeke. Op 12-jarige leeftijd maakte hij de overstap naar de jeugdopleiding van betaalvoetbalclub Cercle Brugge, ondanks een aanbieding van stadsrivaal Club Brugge. Bij Cercle doorliep hij de gehele opleiding, en in het seizoen 2003-2004 maakte hij zijn debuut in een thuiswedstrijd tegen KVC Westerlo (0-0). In de jaargang daarop begon de spits in de basis, en scoorde 4 maal in 27 wedstrijden. Daarnaast werd hij opgeroepen voor het nationale beloftenelftal.
Het seizoen 2006-2007 draaide echter uit op een ontgoocheling voor De Smet, die werd beschouwd als het grootste talent van Cercle Brugge sedert Thomas Buffel. De international begon samen met nieuwe aanwinst Tom De Sutter sterk en wekte al snel interesse op van andere ploegen. In november viel de aanvaller echter tijdens een wedstrijd tegen RSC Anderlecht uit met gescheurde enkelbanden, een blessure waar zes tot acht weken hersteltijd voor staat.
Het seizoen 2007-2008 was met 10 doelpunten uit 33 wedstrijden tot dusver het meest succesvolle uit de loopbaan van de Bruggeling. Ondanks interesse van onder meer de Nederlandse clubs PSV en AZ, verlengde hij zijn contract bij de groen-zwarten tot medio 2010. Op 4 februari 2008 speelde hij zijn eerste wedstrijd voor het Belgische nationale elftal: een oefenwedstrijd tegen Standard Luik. De Smet viel zeven minuten voor het eindsignaal in voor Thomas Buffel.
In juli 2009 verliet De Smet Cercle en tekende hij een 5-jarig contract bij KAA Gent. In het seizoen 2011-2012 werd Stijn uitgeleend aan KVC Westerlo. Door een blessure kwam Stijn maar aan 23 wedstrijden. Vanaf seizoen 2012-2013 speelde Stijn terug bij KAA Gent maar tijdens de winterstop werd hij alsnog uitgeleend aan Waasland-Beveren samen met Jordan Remacle zodat Christophe Lepoint vroeger kon terugkeren naar Gent. Bij Beveren vond hij zijn ex-coach bij Cercle Glen De Boeck terug.
In het seizoen 2013-2014 tekende hij een tweejarig contract bij KV Kortrijk met een optie op een derde seizoen. Na zo'n drie succesvolle seizoenen bij de West-Vlaamse club werd beslist om zijn contract niet meer te verlengen na het seizoen 2017-2018.
Voor het seizoen 2018-2019 trok de West-Vlaming transfervrij naar KSV Roeselare. Daar ondertekende hij een contract voor één seizoen met een optie voor een bijkomend seizoen.
Bij aanvang van het seizoen 2019-2020 maakte Stijn De Smet de overstap naar KSKV Zwevezele in de amateurreeksen en stopte als prof.
Op 9 december 2020 werd via de sociale mediakanalen van zijn voormalige club KV Kortrijk bekendgemaakt dat de speler stopt met voetballen. De Smet richtte later zijn eigen immokantoor op.

## Spelerscarrière
| Seizoen         | Club               | Land            | Competitie             | Competitie | Competitie | Beker | Beker | Internationaal | Internationaal | Totaal | Totaal |
| Seizoen         | Club               | Land            | Competitie             | Wed.       | Dlp.       | Wed.  | Dlp.  | Wed.           | Dlp.           | Wed.   | Dlp.   |
| --------------- | ------------------ | --------------- | ---------------------- | ---------- | ---------- | ----- | ----- | -------------- | -------------- | ------ | ------ |
| 2003/04         | Cercle Brugge      | Vlag van België | Jupiler Pro League     | 6          | 0          | 0     | 0     | 0              | 0              | 6      | 0      |
| 2004/05         | Cercle Brugge      | Vlag van België | Jupiler Pro League     | 27         | 4          | 1     | 0     | 0              | 0              | 28     | 4      |
| 2005/06         | Cercle Brugge      | Vlag van België | Jupiler Pro League     | 29         | 7          | 1     | 0     | 0              | 0              | 30     | 7      |
| 2006/07         | Cercle Brugge      | Vlag van België | Jupiler Pro League     | 26         | 4          | 1     | 0     | 0              | 0              | 27     | 4      |
| 2007/08         | Cercle Brugge      | Vlag van België | Jupiler Pro League     | 33         | 10         | 3     | 0     | 0              | 0              | 36     | 10     |
| 2008/09         | Cercle Brugge      | Vlag van België | Jupiler Pro League     | 31         | 7          | 6     | 3     | 0              | 0              | 37     | 10     |
| 2009/10         | KAA Gent           | Vlag van België | Jupiler Pro League     | 14         | 3          | 3     | 0     | 1              | 0              | 18     | 3      |
| 2010/11         | KAA Gent           | Vlag van België | Jupiler Pro League     | 30         | 4          | 6     | 1     | 5              | 1              | 41     | 6      |
| 2011/12         | → KVC Westerlo     | Vlag van België | Jupiler Pro League     | 23         | 0          | 1     | 0     | 0              | 0              | 24     | 0      |
| 2012/13         | KAA Gent           | Vlag van België | Jupiler Pro League     | 7          | 0          | 2     | 0     | 0              | 0              | 9      | 0      |
| 2012/13         | → Waasland-Beveren | Vlag van België | Jupiler Pro League     | 13         | 4          | 0     | 0     | 0              | 0              | 13     | 4      |
| 2013/14         | KV Kortrijk        | Vlag van België | Jupiler Pro League     | 31         | 13         | 4     | 0     | 0              | 0              | 35     | 13     |
| 2014/15         | KV Kortrijk        | Vlag van België | Jupiler Pro League     | 26         | 5          | 1     | 0     | 0              | 0              | 27     | 5      |
| 2015/16         | KV Kortrijk        | Vlag van België | Jupiler Pro League     | 30         | 4          | 3     | 2     | 0              | 0              | 33     | 6      |
| 2016/17         | KV Kortrijk        | Vlag van België | Jupiler Pro League     | 25         | 4          | 0     | 0     | 0              | 0              | 25     | 4      |
| 2017/18         | KV Kortrijk        | Vlag van België | Jupiler Pro League     | 32         | 0          | 4     | 0     | 0              | 0              | 36     | 0      |
| 2018/19         | KSV Roeselare      | Vlag van België | Proximus League        | 23         | 1          | 0     | 0     | 0              | 0              | 23     | 1      |
| 2019/20         | KSKV Zwevezele     | Vlag van België | Tweede klasse amateurs | 18         | 1          | 0     | 0     | 0              | 0              | 18     | 1      |
| Carrière totaal | Carrière totaal    | Carrière totaal | Carrière totaal        | 424        | 71         | 36    | 6     | 6              | 1              | 466    | 78     |